# Eddie Thomson
Eddie Thomson, född 25 februari 1947, död 21 februari 2003, var en skotsk fotbollsspelare och tränare.
Eddie Thomson var tränare för det australiska landslaget 1990–1996.